# Neobisium incertum
Neobisium incertum är en spindeldjursart som beskrevs av Joseph Conrad Chamberlin 1930. Neobisium incertum ingår i släktet Neobisium och familjen helplåtklokrypare. Inga underarter finns listade i Catalogue of Life.